# Моррис (город, Миннесота)
Моррис (англ. Morris) — город в округе Стивенс, штат Миннесота, США. На площади 11,7 км² (11,1 км² — суша, 0,7 км² — вода), согласно переписи 2002 года, проживают 5068 человек. Плотность населения составляет 456,8 чел./км².
- Телефонный код города — 320
- Почтовый индекс — 56267
- FIPS-код города — 27-44242[1]
- GNIS-идентификатор — 0648116[2]